# Carl Wiman
Carl Johan Josef Ernst Wiman, född 10 mars 1867 i Odensala socken, Stockholms län, död 15 juni 1944 i Uppsala, en av Sveriges tidiga kända paleontologer. Han är kanske mest känd för sina tidiga arbeten rörande den paleozoiska berggrunden i Sverige. 
Wiman blev 1888 student vid Uppsala universitet, blev filosofie kandidat 1891 samt 1895 filosofie doktor och docent i paleontologi. Han kom särskilt att sysselsätta sig med Sveriges fauna under kambrium, ordovicium och silur. Hans första arbeten (1893–1895) behandlade graptoliter, och genom eleganta prepareringsmetoder lyckades han, ungefär samtidigt med två andra svenska forskare, Gerhard Holm och Sven Leonhard Törnquist, att bringa nytt ljus över dessa fossils organisation. Hemkomsten av den svenska sydpolsexpeditionen 1901–1903 förde in honom på ett nytt arbetsfält, nämligen vertebratpaleontologi, genom att han åtog sig bearbetningen av de vertebratrester, huvudsakligen pingvinben, som nämnda expedition hemförde från äldre tertiära lager på Seymourön.
År 1908 deltog han i Gerard De Geers expedition till Svalbard och samlade där dels vertebratrester, dels karbonbrachiopoder. Han anordnade därefter ett större antal expeditioner till Svalbard och hemförde lämningar av fiskar, amfibier och reptiler från såväl karbonformationen som de mesozoiska bildningarna, vilka bearbetades i Uppsala, där en rikhaltig samling av vertebratfossil tillkom genom hans arbete. Han blev därigenom tidigt engagerad i arbetet med de paleontologiska samlingarna vid Geologiska institutionen och organiserade finansieringen och byggandet av Paleontologiska museet i Uppsala, idag en del av Evolutionsmuseet. År 1911 tillträdde han en personlig professur i paleontologi vid Uppsala universitet, vilken 1922 omvandlades till en normal professur i historisk geologi och paleontologi.
Bland hans skrifter, som huvudsakligen publicerades i "Bulletin of the Geological institution of Uppsala", märks de där införda Ueber die Silurformation in Jämtland (1914), Ueber die Graptoliten (1915), Ueber die Borkholmer Schicht im mittel-baltischen Silurgebiete (1901), Studien über das mittelbaltische Silurgebiet (I, 1903; II, 1907), Ichthyosaurier aus der Trias Spitzbergens (1910) och Ueber die Stegocephalen aus der Trias Spitzbergens (1914) samt Ueber die Fauna des west-baltischen Leptaenakalkes (1907), Ueber die Karbon-Brachiopoden Spitzbergens und Beeren Eilands (i Vetenskapssocietetens handlingar 1914), Ueber die alt-tertiären vertebraten der Seymourinsel (i "Wissenschaftliche Ergebnisse der schwedischen Südpolar-Expedition 1901–1903 unter Leitung von Dr. Otto Nordenskiöld", 1905).
Wiman invaldes i Kungliga Vetenskapsakademien 1926. Han är begravd på Uppsala gamla kyrkogård.